# Formel-1-Weltmeisterschaft 2021
Die Formel-1-Weltmeisterschaft 2021 war die 72. Saison der Formel-1-Weltmeisterschaft. Sie begann am 28. März in Bahrain und endete am 12. Dezember in Abu Dhabi. Max Verstappen sicherte sich im letzten Rennen seinen ersten Weltmeistertitel, die Konstrukteurswertung entschied Mercedes zum achten Mal in Folge für sich.

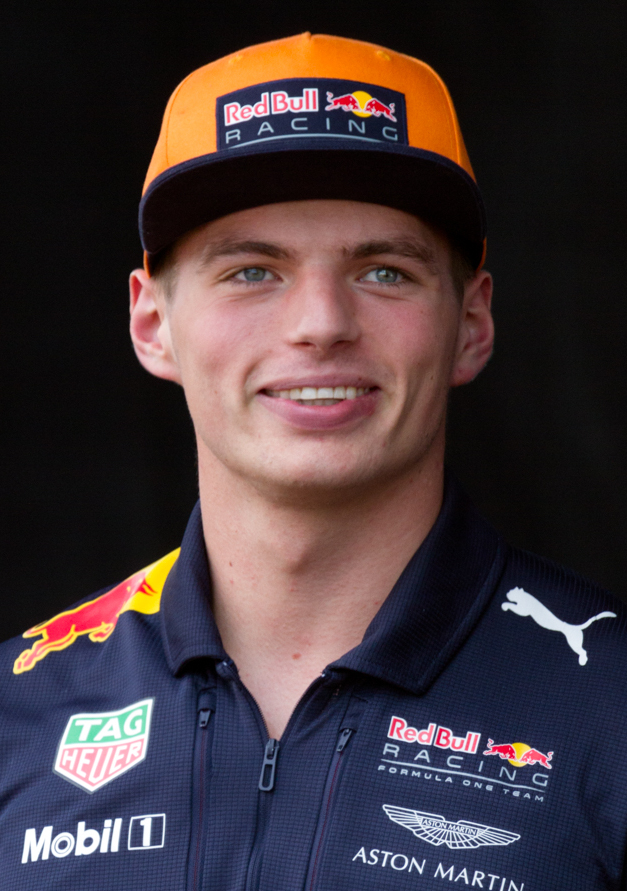
Weltmeister Max Verstappen

## Änderungen 2021

### Strecken
2021 soll erstmals der Große Preis von Saudi-Arabien ausgetragen werden. Hierfür ist ein Nachtrennen auf einem Stadtkurs in Dschidda vorgesehen. Ebenfalls im veröffentlichten Kalender enthalten ist der Große Preis der Niederlande auf dem Circuit Park Zandvoort, der bereits für 2020 vorgesehen war, aber aufgrund der COVID-19-Pandemie abgesagt wurde. Es war die erste Austragung seit 1985. Nachdem zuerst verlautet worden war, der Große Preis von Brasilien soll nicht mehr in Interlagos, sondern auf einer neu gebauten Rennstrecke in Rio de Janeiro stattfinden, wurde im vorläufigen Rennkalender jedoch Interlagos bestätigt. Dieser wird fortan unter dem Namen Großer Preis von São Paulo ausgetragen. Ebenfalls neu im Kalender ist der Große Preis von Katar, welcher erstmals auf dem Losail International Circuit in Doha ausgetragen wird.
Die aufgrund der COVID-19-Pandemie in der Vorsaison kurzfristig in den Kalender aufgenommenen Rennen im Mugello und auf dem Nürburgring entfallen wieder. Der Große Preis von Australien auf dem Albert Park Circuit, der Große Preis von Kanada auf dem Circuit Gilles-Villeneuve, der Große Preis von Singapur auf dem Marina Bay Street Circuit und der Große Preis von Japan auf dem Suzuka International Racing Course waren zum Start der Saison eingeplant, wurden aber im Laufe des Jahres erneut abgesagt. Wie schon in der vorherigen Saison werden stattdessen der Große Preis der Steiermark auf dem Red Bull Ring und der Große Preis der Türkei auf dem Istanbul Park Circuit ausgetragen.

### Technisches Reglement
Das Mindestgewicht der Fahrzeuge wurde um sechs Kilogramm auf 752 kg, das Mindestgewicht der Antriebseinheit von 145 kg auf 150 kg erhöht. Das in der Vorsaison von Mercedes eingeführte Dual-Axis Steering ist seit Beginn der Saison 2021 verboten.
Die maximal erlaubte Breite des Unterbodens im Bereich vor den Hinterreifen wurde verringert, außerdem darf sich der Unterboden statt um zehn Millimeter nur noch um acht Millimeter verbiegen, wenn darauf eine Belastung von 500 Newtonmeter ausgeübt wird. Darüber hinaus wurde die maximal erlaubte Höhe der vertikalen Streben am Diffusor um 50 Millimeter reduziert. Die Bremsbelüftungen dürfen nun im unteren Bereich nur noch Vorrichtungen zur Luftführung mit einer Breite von maximal 80 Millimetern aufweisen. Mit diesen Maßnahmen soll der Anpressdruck der Fahrzeuge um bis zu zehn Prozent verringert werden.
Erstmals dürfen bei Fahrzeugen Naturfasern wie Bambus, Baumwolle, Hanf und Leinen als Alternative zu kohlenstofffaserverstärktem Kunststoff verwendet werden.
Außerdem wurde festgelegt, dass Teile von Konkurrenten nur unter Zuhilfenahme von Informationen nachgebaut werden dürfen, die allen Teilnehmern zur Verfügung stehen. Die Benutzung von Stereofotogrammetrie oder 3D-Scannern zur Durchführung von Reverse Engineering ist verboten.

### Sportliches Reglement
Die maximale Renndauer wird 2021 von vier auf drei Stunden verringert. Die beiden Freien Trainings am jeweiligen Freitag verkürzen sich von 90 auf 60 Minuten.
Im Vorfeld des Großen Preises von Portugal wurde bekanntgegeben, dass an insgesamt drei Rennwochenenden der Saison probeweise ein sogenanntes Sprint-Qualifying durchgeführt wird. Am Freitag wird lediglich ein einstündiges Freies Training stattfinden, bevor am selben Tag das Qualifying im üblichen Modus ausgetragen wird. Das Qualifying bestimmt die Startreihenfolge für das am Samstag stattfindende Sprintrennen über eine Distanz von 100 km, das ohne Pflicht-Boxenstopp absolviert werden soll. Am Samstagmorgen vor dem Sprintrennen soll ein zweites Freies Training stattfinden. Die Platzierung des Sprintrennens bestimmt die Startaufstellung für den Grand Prix am Sonntag. Die drei Erstplatzierten des Sprintrennens erhalten zusätzlich WM-Punkte für Fahrer- und Konstrukteurswertung: Drei Punkte für den Sieger, zwei Punkte für den Zweitplatzierten und einen Punkt für den Drittplatzierten.

### Reifen
Da die ursprünglich für 2021 geplanten Regeländerungen aufgrund der COVID-19-Pandemie erst ab 2022 gelten, wurde auch die für diese Saison geplante Einführung von 18-Zoll-Rädern verschoben. Damit kommen die 13-Zoll-Räder für eine weitere Saison zum Einsatz. Allerdings werden neue Reifenmischungen verwendet.

### Teams
Racing Point tritt ab 2021 unter dem Namen Aston Martin F1 Team in der Formel-1-Weltmeisterschaft an. Renault gab im September 2020 bekannt, ab 2021 als Alpine F1 Team an den Start zu gehen.

### Motorenhersteller
Nach jeweils drei Jahren mit Antriebseinheiten von Honda und Renault wurde McLaren, wie bereits zwischen 1995 und 2014, wieder mit Mercedes-Motoren beliefert. Damit hatte Renault keine Kundenteams mehr.

### Fahrer
Sebastian Vettel wechselte nach sechs Jahren bei Ferrari zum Aston Martin F1 Team. Sein Nachfolger bei Ferrari wurde Carlos Sainz jr. Den durch Sainz’ Abgang bei McLaren frei gewordenen Platz übernahm Daniel Ricciardo, der Renault nach zwei Jahren verließ. Sein Cockpit übernahm Fernando Alonso, der zuletzt 2018 für McLaren in der Formel 1 fuhr und zum dritten Mal in seiner Karriere für das Team startet.
Trotz ursprünglich bis 2022 dotiertem Vertrag verließ Sergio Pérez Racing Point Ende 2020. Er fährt 2021 für Red Bull Racing als Nachfolger von Alexander Albon. Dieser wurde dafür Test- und Ersatzfahrer des Teams und auch bei AlphaTauri. Haas trennte sich nach der Saison 2020 von seinen bisherigen Stammfahrern Romain Grosjean und Kevin Magnussen. Sie werden von den Formel-1-Debütanten Nikita Masepin und Mick Schumacher ersetzt. Grosjean wurde von Mercedes für vorerst einmalige Testfahrten verpflichtet, die im Rahmen des Großen Preis von Frankreich stattfinden sollten, jedoch aufgrund dessen Verschiebung und den geltenden Einreisebestimmungen vorerst abgesagt werden mussten. Yuki Tsunoda fährt anstelle von Daniil Kwjat bei AlphaTauri und wird ebenfalls sein Debüt in der Formel-1-Weltmeisterschaft geben. Kwjat wird seinerseits Test- und Ersatzfahrer bei Alpine.
Nico Hülkenberg, der 2020 an drei Rennen für Racing Point teilnahm, wird ab 2021 Ersatz- und Entwicklungsfahrer bei Aston Martin. Bei einzelnen Rennen nimmt er die Funktion als Ersatzfahrer auch bei Mercedes ein. Am Rennwochenende des Großen Preises der Niederlande wurde Kimi Räikkönen positiv auf COVID-19 getestet, er wurde für dieses Rennen sowie den Großen Preis von Italien von Ersatzfahrer Robert Kubica vertreten.

### Sonstiges

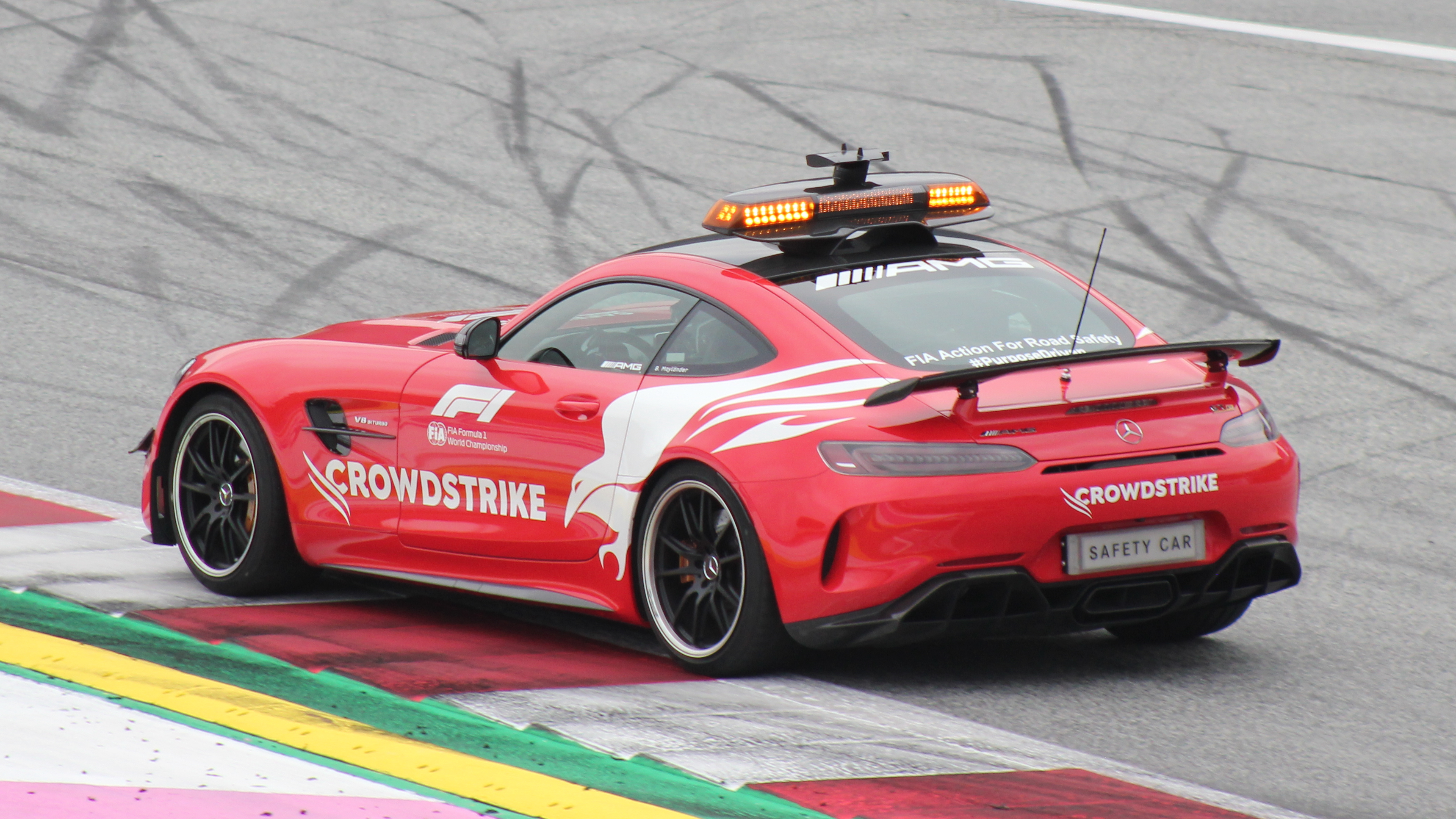
Das Safety-Car von Mercedes

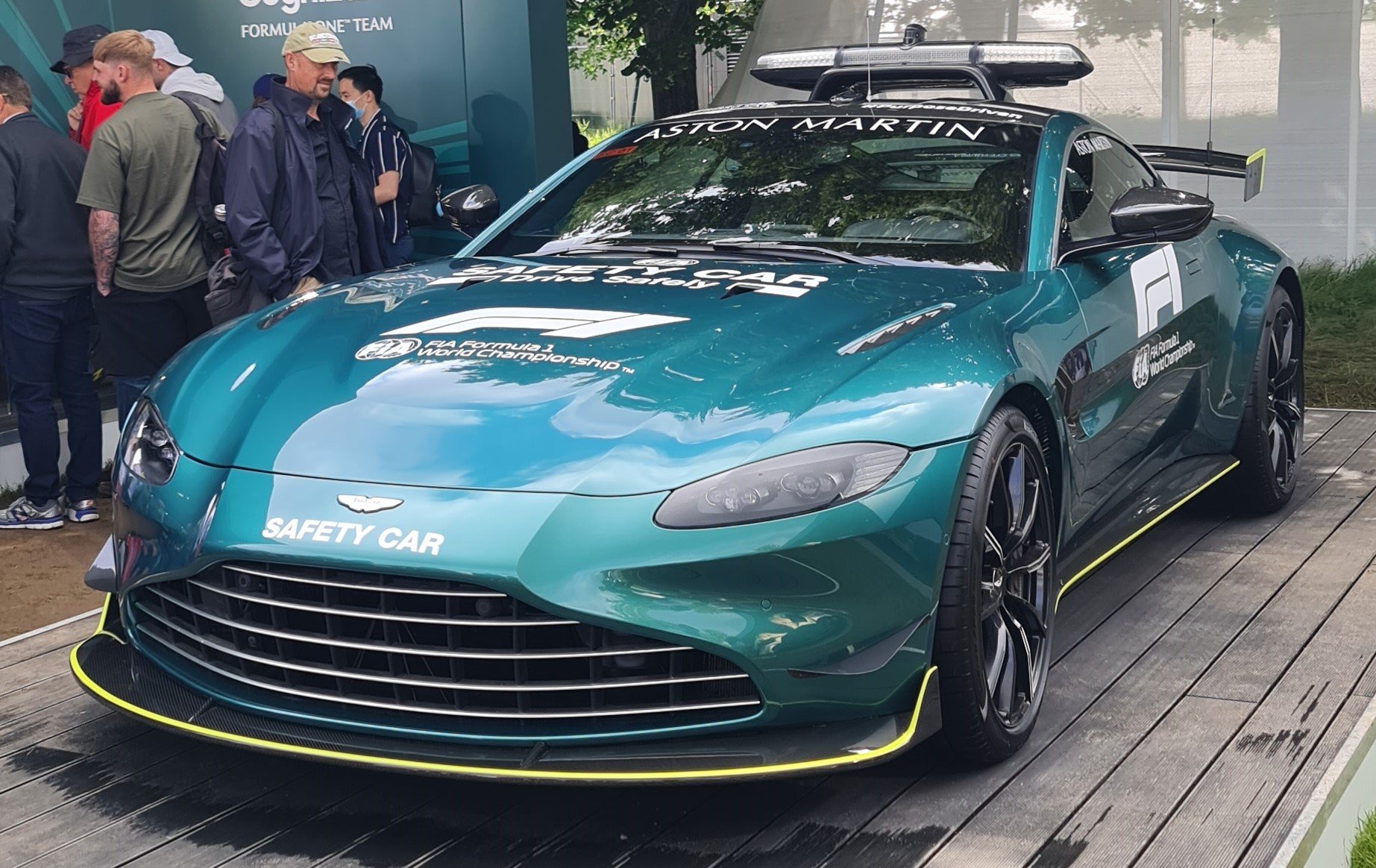
Safety-Car Aston Martin Vantage

Das Safety Car und das Medical Car, die seit 1996 von Mercedes-Benz gestellt werden, wurden in zwölf Rennen der Saison von Aston Martin gestellt. Dabei wurde als Safety Car ein Aston Martin Vantage und als Medical Car ein Aston Martin DBX eingesetzt. Aston Martin konnte selbst bestimmen, bei welchen Grands Prix die Autos zum Einsatz kommen sollten. In den restlichen Rennen werden weiterhin Fahrzeuge von Mercedes-Benz eingesetzt. Während die Farbgebung dieser Autos in dieser Saison auf Rot (Mercedes), bzw. Grün (Aston Martin) wechselten, blieben die jeweiligen Fahrer Bernd Mayländer und Alan van der Merwe erhalten.
Der Internationale Sportgerichtshof CAS entschied im Dezember 2020, dass russische Sportler bis zum 16. Dezember 2022 nicht unter Flagge und Hymne ihres Landes an Olympischen Spielen und Weltmeisterschaften teilnehmen dürfen, entsprechend werden diese bei Platzierungen russischer Fahrer und bei der Veranstaltung in Russland nicht verwendet.
Zwischen 2021 und 2024 löste Ferrari Trento als Lieferant die traditionelle Firma Moët & Chandon für die Champagnerdusche bei der Siegerehrung ab.

## Teams und Fahrer
In der Übersicht werden alle Fahrer aufgeführt, die für die Saison 2021 mit einem Rennstall einen Vertrag als Stamm-, Test- oder Ersatzfahrer abgeschlossen haben. Die Teams sind nach dem Ergebnis der Konstrukteursweltmeisterschaft 2020 geordnet.
| Bild                              | Team                            | Chassis                           | Motor                             | Reifen | Nr. | Stammfahrer        | Rennen      | Test-/ Ersatzfahrer                                  |
| --------------------------------- | ------------------------------- | --------------------------------- | --------------------------------- | ------ | --- | ------------------ | ----------- | ---------------------------------------------------- |
| Mercedes-AMG F1 W12 E Performance | Mercedes-AMG Petronas F1 Team   | Mercedes-AMG F1 W12 E Performance | Mercedes-AMG F1 M12 E Performance | P      | 44  | Lewis Hamilton     | 1–22        | Nico Hülkenberg Stoffel Vandoorne Nyck de Vries ydd  |
| Mercedes-AMG F1 W12 E Performance | Mercedes-AMG Petronas F1 Team   | Mercedes-AMG F1 W12 E Performance | Mercedes-AMG F1 M12 E Performance | P      | 77  | Valtteri Bottas    | 1–22        | Nico Hülkenberg Stoffel Vandoorne Nyck de Vries ydd  |
| Red Bull Racing RB16B             | Red Bull Racing Honda           | Red Bull Racing RB16B             | Honda RA621H                      | P      | 33  | Max Verstappen     | 1–22        | Alexander Albon Jüri Vips ydd                        |
| Red Bull Racing RB16B             | Red Bull Racing Honda           | Red Bull Racing RB16B             | Honda RA621H                      | P      | 11  | Sergio Pérez       | 1–22        | Alexander Albon Jüri Vips ydd                        |
| McLaren MCL35M                    | McLaren F1 Team                 | McLaren MCL35M                    | Mercedes-AMG F1 M12 E Performance | P      | 03  | Daniel Ricciardo   | 1–22        | Paul di Resta Patricio O’Ward ydd                    |
| McLaren MCL35M                    | McLaren F1 Team                 | McLaren MCL35M                    | Mercedes-AMG F1 M12 E Performance | P      | 04  | Lando Norris       | 1–22        | Paul di Resta Patricio O’Ward ydd                    |
| Aston Martin AMR21                | Aston Martin Cognizant F1 Team  | Aston Martin AMR21                | Mercedes-AMG F1 M12 E Performance | P      | 18  | Lance Stroll       | 1–22        | Nico Hülkenberg Nick Yelloly ydd                     |
| Aston Martin AMR21                | Aston Martin Cognizant F1 Team  | Aston Martin AMR21                | Mercedes-AMG F1 M12 E Performance | P      | 05  | Sebastian Vettel   | 1–22        | Nico Hülkenberg Nick Yelloly ydd                     |
| Alpine A521                       | Alpine F1 Team                  | Alpine A521                       | Renault E-Tech 20B                | P      | 14  | Fernando Alonso    | 1–22        | Daniil Kwjat Zhou Guanyu Oscar Piastri ydd           |
| Alpine A521                       | Alpine F1 Team                  | Alpine A521                       | Renault E-Tech 20B                | P      | 31  | Esteban Ocon       | 1–22        | Daniil Kwjat Zhou Guanyu Oscar Piastri ydd           |
| Ferrari SF21                      | Scuderia Ferrari Mission Winnow | Ferrari SF21                      | Ferrari 065/6                     | P      | 16  | Charles Leclerc    | 1–22        | Callum Ilott Antonio Fuoco ydd Robert Schwarzman ydd |
| Ferrari SF21                      | Scuderia Ferrari Mission Winnow | Ferrari SF21                      | Ferrari 065/6                     | P      | 55  | Carlos Sainz jr.   | 1–22        | Callum Ilott Antonio Fuoco ydd Robert Schwarzman ydd |
| AlphaTauri AT02                   | Scuderia AlphaTauri Honda       | AlphaTauri AT02                   | Honda RA621H                      | P      | 22  | Yuki Tsunoda       | 1–22        | Alexander Albon Liam Lawson ydd                      |
| AlphaTauri AT02                   | Scuderia AlphaTauri Honda       | AlphaTauri AT02                   | Honda RA621H                      | P      | 10  | Pierre Gasly       | 1–22        | Alexander Albon Liam Lawson ydd                      |
| Alfa Romeo Racing C41             | Alfa Romeo Racing ORLEN         | Alfa Romeo Racing C41             | Ferrari 065/6                     | P      | 07  | Kimi Räikkönen     | 1–12, 15–22 | Callum Ilott Robert Kubica Zhou Guanyu ydd           |
| Alfa Romeo Racing C41             | Alfa Romeo Racing ORLEN         | Alfa Romeo Racing C41             | Ferrari 065/6                     | P      | 88  | Robert Kubica      | 13, 14      | Callum Ilott Robert Kubica Zhou Guanyu ydd           |
| Alfa Romeo Racing C41             | Alfa Romeo Racing ORLEN         | Alfa Romeo Racing C41             | Ferrari 065/6                     | P      | 99  | Antonio Giovinazzi | 1–22        | Callum Ilott Robert Kubica Zhou Guanyu ydd           |
| Haas VF-21                        | Uralkali Haas F1 Team           | Haas VF-21                        | Ferrari 065/6                     | P      | 09  | Nikita Masepin     | 1–22        | Pietro Fittipaldi Robert Schwarzman ydd              |
| Haas VF-21                        | Uralkali Haas F1 Team           | Haas VF-21                        | Ferrari 065/6                     | P      | 47  | Mick Schumacher    | 1–22        | Pietro Fittipaldi Robert Schwarzman ydd              |
| Williams FW43B                    | Williams Racing                 | Williams FW43B                    | Mercedes-AMG F1 M12 E Performance | P      | 63  | George Russell     | 1–22        | Jack Aitken Roy Nissany Logan Sargeant ydd           |
| Williams FW43B                    | Williams Racing                 | Williams FW43B                    | Mercedes-AMG F1 M12 E Performance | P      | 06  | Nicholas Latifi    | 1–22        | Jack Aitken Roy Nissany Logan Sargeant ydd           |

Anmerkung:

## Saisonvorbereitung
Nach ursprünglicher Planung sollten die Testfahrten vor der Saison vom 2. bis zum 4. März auf dem Circuit de Barcelona-Catalunya in Spanien stattfinden. Im Zuge der Verlegung des Saisonauftaktes wurden auch die Testfahrten verlegt und fanden stattdessen vom 12. bis zum 14. März auf dem Bahrain International Circuit statt.

### Testergebnisse
| Pos. | Fahrer             | Konstrukteur              | Beste Runde | Tag 1    | Tag 2    | Tag 3    | Runden |
| ---- | ------------------ | ------------------------- | ----------- | -------- | -------- | -------- | ------ |
| 01   | Max Verstappen     | Red Bull Racing-Honda     | 1:28,960    | 1:30,674 | —        | 1:28,960 | 203    |
| 02   | Yuki Tsunoda       | AlphaTauri-Honda          | 1:29,053    | 1:32,727 | 1:32,684 | 1:29,053 | 185    |
| 03   | Carlos Sainz jr.   | Ferrari                   | 1:29,611    | 1:31,919 | 1:33,072 | 1:29,611 | 192    |
| 04   | Kimi Räikkönen     | Alfa Romeo Racing-Ferrari | 1:29,766    | 1:33,320 | —        | 1:29,766 | 229    |
| 05   | Lewis Hamilton     | Mercedes                  | 1:30,025    | 1:32,912 | 1:33,399 | 1:30,025 | 154    |
| 06   | George Russell     | Williams-Mercedes         | 1:30,117    | —        | —        | 1:30,117 | 158    |
| 07   | Daniel Ricciardo   | McLaren-Mercedes          | 1:30,144    | 1:32,203 | 1:32,215 | 1:30,144 | 173    |
| 08   | Sergio Pérez       | Red Bull Racing-Honda     | 1:30,187    | —        | 1:31,682 | 1:30,187 | 166    |
| 09   | Valtteri Bottas    | Mercedes                  | 1:30,289    | 1:36,850 | 1:30,289 | 1:32,406 | 150    |
| 10   | Fernando Alonso    | Alpine-Renault            | 1:30,318    | —        | 1:32,339 | 1:30,318 | 206    |
| 11   | Pierre Gasly       | AlphaTauri-Honda          | 1:30,413    | 1:32,231 | 1:30,413 | 1:30,828 | 237    |
| 12   | Lance Stroll       | Aston Martin-Mercedes     | 1:30,460    | 1:31,782 | 1:30,460 | 1:36,100 | 197    |
| 13   | Charles Leclerc    | Ferrari                   | 1:30,486    | 1:33,242 | 1:30,886 | 1:30,486 | 212    |
| 14   | Lando Norris       | McLaren-Mercedes          | 1:30,586    | 1:30,889 | 1:30,586 | 1:30,661 | 154    |
| 15   | Antonio Giovinazzi | Alfa Romeo Racing-Ferrari | 1:30,760    | 1:31,945 | 1:30,760 | —        | 193    |
| 16   | Esteban Ocon       | Alpine-Renault            | 1:31,146    | 1:31,146 | —        | 1:31,310 | 190    |
| 17   | Nikita Masepin     | Haas-Ferrari              | 1:31,531    | 1:34,798 | 1:33,101 | 1:31,531 | 213    |
| 18   | Nicholas Latifi    | Williams-Mercedes         | 1:31,672    | —        | 1:31,672 | —        | 132    |
| 19   | Mick Schumacher    | Haas-Ferrari              | 1:32,053    | 1:36,127 | 1:32,883 | 1:32,053 | 181    |
| 20   | Sebastian Vettel   | Aston Martin-Mercedes     | 1:33,742    | 1:33,742 | 1:38,849 | 1:35,041 | 117    |
| 21   | Roy Nissany        | Williams-Mercedes         | 1:34,789    | 1:34,789 | —        | —        | 83     |

## Rennkalender
Der Rennkalender wurde am 17. Dezember 2020 vom Weltrat der FIA bestätigt und umfasste 23 Rennen. Im Januar 2021 wurde der als Saisonauftakt vorgesehene Große Preis von Australien auf November verschoben. Der ursprünglich als dritter Saisonlauf geplante Große Preis von China taucht nicht mehr in der überarbeiteten Version des Kalenders auf, wurde dann im August offiziell abgesagt. Stattdessen wurde erneut der Große Preis der Emilia-Romagna in den Rennkalender aufgenommen, der aber eine Woche später angesetzt wurde als das ursprüngliche Datum für China. Um im November Platz für den Großen Preis von Australien zu schaffen, wurden auch die Läufe in Brasilien, Saudi-Arabien und Abu Dhabi um jeweils eine Woche verschoben. Am 11. Februar wurde bekanntgegeben, dass für den zunächst freigehaltenen Termin am 2. Mai der Große Preis von Portugal vorgesehen ist. Am 28. April 2021 wurde die Austragung des Großen Preises von Kanada abgesagt, an dessen Stelle rückt der Große Preis der Türkei. Am 14. Mai wurde bekanntgegeben, dass der Große Preis der Türkei abgesagt wurde. Infolgedessen wurde der Große Preis von Frankreich um eine Woche vorgezogen, an dessen Stelle tritt der bereits im vergangenen Jahr ausgetragene Große Preis der Steiermark. Am 4. Juni wurde bekanntgegeben, dass der Große Preis von Singapur abgesagt wurde, der wiederum durch den Großen Preis der Türkei im Rennkalender ersetzt wird. Am 6. Juli wurde der zuvor bereits verschobene Große Preis von Australien abgesagt. Am 18. August wurde der für den 10. Oktober geplante Große Preis von Japan abgesagt. Am 29. August wurde ein aktualisierter Rennkalender veröffentlicht, der für die Saison 22 statt 23 Rennen vorsieht. An das Datum des abgesagten Großen Preises von Japan rückte der eine Woche vorher geplante Große Preis der Türkei, zudem wurden die Rennen in Mexiko und São Paulo um eine Woche nach hinten verschoben. Am 30. September wurde bekanntgegeben, dass der freie Platz im Rennkalender am 21. November durch die erstmalige Austragung des Großen Preises von Katar gefüllt werden soll.
| Nr. | Datum         | Grand Prix (Strecke)         | Distanz (km) | Sieger                                 | Zweiter                                  | Dritter                              | Pole- Position                           | Schnellste Rennrunde                   | Gesamtführender Fahrer                 | Gesamtführender Konstrukteur |
| --- | ------------- | ---------------------------- | ------------ | -------------------------------------- | ---------------------------------------- | ------------------------------------ | ---------------------------------------- | -------------------------------------- | -------------------------------------- | ---------------------------- |
| 01  | 28. März      | Bahrain (as-Sachir)          | 302,826      | Lewis Hamilton (Mercedes)              | Max Verstappen (Red Bull Racing-Honda)   | Valtteri Bottas (Mercedes)           | Max Verstappen (Red Bull Racing-Honda)   | Valtteri Bottas (Mercedes)             | Lewis Hamilton (Mercedes)              | Mercedes                     |
| 02  | 18. April     | Emilia-Romagna (Imola)       | 309,049      | Max Verstappen (Red Bull Racing-Honda) | Lewis Hamilton (Mercedes)                | Lando Norris (McLaren-Mercedes)      | Lewis Hamilton (Mercedes)                | Lewis Hamilton (Mercedes)              | Lewis Hamilton (Mercedes)              | Mercedes                     |
| 03  | 2. Mai        | Portugal (Portimão)          | 306,826      | Lewis Hamilton (Mercedes)              | Max Verstappen (Red Bull Racing-Honda)   | Valtteri Bottas (Mercedes)           | Valtteri Bottas (Mercedes)               | Valtteri Bottas (Mercedes)             | Lewis Hamilton (Mercedes)              | Mercedes                     |
| 04  | 9. Mai        | Spanien (Montmeló)           | 308,424      | Lewis Hamilton (Mercedes)              | Max Verstappen (Red Bull Racing-Honda)   | Valtteri Bottas (Mercedes)           | Lewis Hamilton (Mercedes)                | Max Verstappen (Red Bull Racing-Honda) | Lewis Hamilton (Mercedes)              | Mercedes                     |
| 05  | 23. Mai       | Monaco (Monte Carlo)         | 260,286      | Max Verstappen (Red Bull Racing-Honda) | Carlos Sainz jr. (Ferrari)               | Lando Norris (McLaren-Mercedes)      | Charles Leclerc (Ferrari)                | Lewis Hamilton (Mercedes)              | Max Verstappen (Red Bull Racing-Honda) | Red Bull Racing-Honda        |
| 06  | 6. Juni       | Aserbaidschan (Baku)         | 306,049      | Sergio Pérez (Red Bull Racing-Honda)   | Sebastian Vettel (Aston Martin-Mercedes) | Pierre Gasly (AlphaTauri-Honda)      | Charles Leclerc (Ferrari)                | Max Verstappen (Red Bull Racing-Honda) | Max Verstappen (Red Bull Racing-Honda) | Red Bull Racing-Honda        |
| 07  | 20. Juni      | Frankreich (Le Castellet)    | 309,626      | Max Verstappen (Red Bull Racing-Honda) | Lewis Hamilton (Mercedes)                | Sergio Pérez (Red Bull Racing-Honda) | Max Verstappen (Red Bull Racing-Honda)   | Max Verstappen (Red Bull Racing-Honda) | Max Verstappen (Red Bull Racing-Honda) | Red Bull Racing-Honda        |
| 08  | 27. Juni      | Steiermark (Spielberg)       | 306,452      | Max Verstappen (Red Bull Racing-Honda) | Lewis Hamilton (Mercedes)                | Valtteri Bottas (Mercedes)           | Max Verstappen (Red Bull Racing-Honda)   | Lewis Hamilton (Mercedes)              | Max Verstappen (Red Bull Racing-Honda) | Red Bull Racing-Honda        |
| 09  | 4. Juli       | Österreich (Spielberg)       | 306,452      | Max Verstappen (Red Bull Racing-Honda) | Valtteri Bottas (Mercedes)               | Lando Norris (McLaren-Mercedes)      | Max Verstappen (Red Bull Racing-Honda)   | Max Verstappen (Red Bull Racing-Honda) | Max Verstappen (Red Bull Racing-Honda) | Red Bull Racing-Honda        |
| 10  | 17. Juli      | Großbritannien (Silverstone) | 100          | Max Verstappen (Red Bull Racing-Honda) | Lewis Hamilton (Mercedes)                | Valtteri Bottas (Mercedes)           | Max Verstappen (Red Bull Racing-Honda)   | Lewis Hamilton (Mercedes)              | Max Verstappen (Red Bull Racing-Honda) | Red Bull Racing-Honda        |
| 10  | 18. Juli      | Großbritannien (Silverstone) | 306,332      | Lewis Hamilton (Mercedes)              | Charles Leclerc (Ferrari)                | Valtteri Bottas (Mercedes)           | Max Verstappen (Red Bull Racing-Honda)   | Sergio Pérez (Red Bull Racing-Honda)   | Max Verstappen (Red Bull Racing-Honda) | Red Bull Racing-Honda        |
| 11  | 1. August     | Ungarn (Mogyoród)            | 306,670      | Esteban Ocon (Alpine-Renault)          | Lewis Hamilton (Mercedes)                | Carlos Sainz jr. (Ferrari)           | Lewis Hamilton (Mercedes)                | Pierre Gasly (AlphaTauri-Honda)        | Lewis Hamilton (Mercedes)              | Mercedes                     |
| 12  | 29. August    | Belgien (Spa-Francorchamps)  | 006,880      | Max Verstappen (Red Bull Racing-Honda) | George Russell (Williams-Mercedes)       | Lewis Hamilton (Mercedes)            | Max Verstappen (Red Bull Racing-Honda)   | – 1                                    | Lewis Hamilton (Mercedes)              | Mercedes                     |
| 13  | 5. September  | Niederlande (Zandvoort)      | 306,648      | Max Verstappen (Red Bull Racing-Honda) | Lewis Hamilton (Mercedes)                | Valtteri Bottas (Mercedes)           | Max Verstappen (Red Bull Racing-Honda)   | Lewis Hamilton (Mercedes)              | Max Verstappen (Red Bull Racing-Honda) | Mercedes                     |
| 14  | 11. September | Italien (Monza)              | 100          | Valtteri Bottas (Mercedes)             | Max Verstappen (Red Bull Racing-Honda)   | Daniel Ricciardo (McLaren-Mercedes)  | Max Verstappen 2 (Red Bull Racing-Honda) | Max Verstappen (Red Bull Racing-Honda) | Max Verstappen (Red Bull Racing-Honda) | Mercedes                     |
| 14  | 12. September | Italien (Monza)              | 305,909      | Daniel Ricciardo (McLaren-Mercedes)    | Lando Norris (McLaren-Mercedes)          | Valtteri Bottas (Mercedes)           | Max Verstappen 2 (Red Bull Racing-Honda) | Daniel Ricciardo (McLaren-Mercedes)    | Max Verstappen (Red Bull Racing-Honda) | Mercedes                     |
| 15  | 26. September | Russland (Sotschi)           | 309,745      | Lewis Hamilton (Mercedes)              | Max Verstappen (Red Bull Racing-Honda)   | Carlos Sainz jr. (Ferrari)           | Lando Norris (McLaren-Mercedes)          | Lando Norris (McLaren-Mercedes)        | Lewis Hamilton (Mercedes)              | Mercedes                     |
| 16  | 10. Oktober   | Türkei (Istanbul)            | 309,396      | Valtteri Bottas (Mercedes)             | Max Verstappen (Red Bull Racing-Honda)   | Sergio Pérez (Red Bull Racing-Honda) | Valtteri Bottas 3 (Mercedes)             | Valtteri Bottas (Mercedes)             | Max Verstappen (Red Bull Racing-Honda) | Mercedes                     |
| 17  | 24. Oktober   | USA (Austin)                 | 308,405      | Max Verstappen (Red Bull Racing-Honda) | Lewis Hamilton (Mercedes)                | Sergio Pérez (Red Bull Racing-Honda) | Max Verstappen (Red Bull Racing-Honda)   | Lewis Hamilton (Mercedes)              | Max Verstappen (Red Bull Racing-Honda) | Mercedes                     |
| 18  | 7. November   | Mexiko (Mexiko-Stadt)        | 305,354      | Max Verstappen (Red Bull Racing-Honda) | Lewis Hamilton (Mercedes)                | Sergio Pérez (Red Bull Racing-Honda) | Valtteri Bottas (Mercedes)               | Valtteri Bottas (Mercedes)             | Max Verstappen (Red Bull Racing-Honda) | Mercedes                     |
| 19  | 13. November  | São Paulo (Interlagos)       | 100          | Valtteri Bottas (Mercedes)             | Max Verstappen (Red Bull Racing-Honda)   | Carlos Sainz jr. (Ferrari)           | Valtteri Bottas (Mercedes)               | Max Verstappen (Red Bull Racing-Honda) | Max Verstappen (Red Bull Racing-Honda) | Mercedes                     |
| 19  | 14. November  | São Paulo (Interlagos)       | 305,909      | Lewis Hamilton (Mercedes)              | Max Verstappen (Red Bull Racing-Honda)   | Valtteri Bottas (Mercedes)           | Valtteri Bottas (Mercedes)               | Sergio Pérez (Red Bull Racing-Honda)   | Max Verstappen (Red Bull Racing-Honda) | Mercedes                     |
| 20  | 21. November  | Katar (Doha)                 | 306,660      | Lewis Hamilton (Mercedes)              | Max Verstappen (Red Bull Racing-Honda)   | Fernando Alonso (Alpine-Renault)     | Lewis Hamilton (Mercedes)                | Max Verstappen (Red Bull Racing-Honda) | Max Verstappen (Red Bull Racing-Honda) | Mercedes                     |
| 21  | 5. Dezember   | Saudi-Arabien (Dschidda)     | 308,450      | Lewis Hamilton (Mercedes)              | Max Verstappen (Red Bull Racing-Honda)   | Valtteri Bottas (Mercedes)           | Lewis Hamilton (Mercedes)                | Lewis Hamilton (Mercedes)              | Max Verstappen (Red Bull Racing-Honda) | Mercedes                     |
| 22  | 12. Dezember  | Abu Dhabi (Yas-Insel)        | 306,183      | Max Verstappen (Red Bull Racing-Honda) | Lewis Hamilton (Mercedes)                | Carlos Sainz jr. (Ferrari)           | Max Verstappen (Red Bull Racing-Honda)   | Max Verstappen (Red Bull Racing-Honda) | Max Verstappen (Red Bull Racing-Honda) | Mercedes                     |

Anmerkungen:

Die Ergebnisse von Sprints sind grau hinterlegt.

## Rennberichte

### Großer Preis von Bahrain
| Platz | Fahrer          | Team                  | Zeit        |
| ----- | --------------- | --------------------- | ----------- |
| 1     | Lewis Hamilton  | Mercedes              | 1:32:03,897 |
| 2     | Max Verstappen  | Red Bull Racing-Honda | + 0,745     |
| 3     | Valtteri Bottas | Mercedes              | + 37,383    |
| PP    | Max Verstappen  | Red Bull Racing-Honda | 1:28,997    |
| SR    | Valtteri Bottas | Mercedes              | 1:32,090    |

Der Große Preis von Bahrain auf dem Bahrain International Circuit fand am 28. März 2021 statt und ging über eine Distanz von 56 Runden à 5,412 km, was einer Gesamtdistanz von 302,826 km entspricht.
Lewis Hamilton gewann das Rennen vor Max Verstappen und Valtteri Bottas.

### Großer Preis der Emilia-Romagna
| Platz | Fahrer         | Team                  | Zeit        |
| ----- | -------------- | --------------------- | ----------- |
| 1     | Max Verstappen | Red Bull Racing-Honda | 2:02:34,598 |
| 2     | Lewis Hamilton | Mercedes              | + 22,000    |
| 3     | Lando Norris   | McLaren-Mercedes      | + 23,702    |
| PP    | Lewis Hamilton | Mercedes              | 1:14,411    |
| SR    | Lewis Hamilton | Mercedes              | 1:16,702    |

Der Große Preis der Emilia-Romagna auf dem Autodromo Enzo e Dino Ferrari fand am 18. April 2021 statt und ging über eine Distanz von 63 Runden à 4,909 km, was einer Gesamtdistanz von 309,049 km entspricht.
Max Verstappen gewann das Rennen vor Lewis Hamilton und Lando Norris.

### Großer Preis von Portugal
| Platz | Fahrer          | Team                  | Zeit        |
| ----- | --------------- | --------------------- | ----------- |
| 1     | Lewis Hamilton  | Mercedes              | 1:34:31,421 |
| 2     | Max Verstappen  | Red Bull Racing-Honda | + 29,148    |
| 3     | Valtteri Bottas | Mercedes              | + 33,530    |
| PP    | Valtteri Bottas | Mercedes              | 1:18,348    |
| SR    | Valtteri Bottas | Mercedes              | 1:19,865    |

Der Große Preis von Portugal auf dem Autódromo Internacional do Algarve fand am 2. Mai 2021 statt und ging über eine Distanz von 66 Runden à 4,653 km, was einer Gesamtdistanz von 306,826 km entspricht.
Lewis Hamilton gewann das Rennen vor Max Verstappen und Valtteri Bottas.

### Großer Preis von Spanien
| Platz | Fahrer          | Team                  | Zeit        |
| ----- | --------------- | --------------------- | ----------- |
| 1     | Lewis Hamilton  | Mercedes              | 1:33:07,680 |
| 2     | Max Verstappen  | Red Bull Racing-Honda | + 15,841    |
| 3     | Valtteri Bottas | Mercedes              | + 26,610    |
| PP    | Lewis Hamilton  | Mercedes              | 1:16,741    |
| SR    | Max Verstappen  | Red Bull Racing-Honda | 1:18,149    |

Der Große Preis von Spanien auf dem Circuit de Barcelona-Catalunya fand am 9. Mai 2021 statt und ging über eine Distanz von 66 Runden à 4,675 km, was einer Gesamtdistanz von 308,424 km entspricht.
Lewis Hamilton gewann das Rennen vor Max Verstappen und Valtteri Bottas.

### Großer Preis von Monaco
| Platz | Fahrer           | Team                  | Zeit        |
| ----- | ---------------- | --------------------- | ----------- |
| 1     | Max Verstappen   | Red Bull Racing-Honda | 1:38:56,820 |
| 2     | Carlos Sainz jr. | Ferrari               | + 8,968     |
| 3     | Lando Norris     | McLaren-Mercedes      | + 19,427    |
| PP    | Charles Leclerc  | Ferrari               | 1:10,346    |
| SR    | Lewis Hamilton   | Mercedes              | 1:12,909    |

Der Große Preis von Monaco auf dem Circuit de Monaco fand am 23. Mai 2021 statt und ging über eine Distanz von 78 Runden à 3,337 km, was einer Gesamtdistanz von 260,286 km entspricht.
Max Verstappen gewann das Rennen vor Carlos Sainz jr. und Lando Norris. Verstappen übernahm nach diesem Rennen zum ersten Mal in seiner Karriere die Führung in der Fahrerwertung, Red Bull übernahm zudem erstmals seit dem Großen Preis von Brasilien 2013 die Führung in der Konstrukteurswertung.

### Großer Preis von Aserbaidschan
| Platz | Fahrer           | Team                  | Zeit        |
| ----- | ---------------- | --------------------- | ----------- |
| 1     | Sergio Pérez     | Red Bull Racing-Honda | 2:13:36,410 |
| 2     | Sebastian Vettel | Aston Martin-Mercedes | + 1,385     |
| 3     | Pierre Gasly     | AlphaTauri-Honda      | + 2,762     |
| PP    | Charles Leclerc  | Ferrari               | 1:41,218    |
| SR    | Max Verstappen   | Red Bull Racing-Honda | 1:44,481    |

Der Große Preis von Aserbaidschan auf dem Baku City Circuit fand am 6. Juni 2021 statt und ging über eine Distanz von 51 Runden à 6,003 km, was einer Gesamtdistanz von 306,049 km entspricht.
Sergio Pérez gewann das Rennen vor Sebastian Vettel und Pierre Gasly.

### Großer Preis von Frankreich
| Platz | Fahrer         | Team                  | Zeit        |
| ----- | -------------- | --------------------- | ----------- |
| 1     | Max Verstappen | Red Bull Racing-Honda | 1:27:25,770 |
| 2     | Lewis Hamilton | Mercedes              | + 2,904     |
| 3     | Sergio Pérez   | Red Bull Racing-Honda | + 8,811     |
| PP    | Max Verstappen | Red Bull Racing-Honda | 1:29,990    |
| SR    | Max Verstappen | Red Bull Racing-Honda | 1:36,404    |

Der Große Preis von Frankreich auf dem Circuit Paul Ricard fand am 20. Juni 2021 statt und ging über eine Distanz von 53 Runden à 5,842 km, was einer Gesamtdistanz von 309,69 km entspricht.
Max Verstappen gewann das Rennen vor Lewis Hamilton und Sergio Pérez.

### Großer Preis der Steiermark
| Platz | Fahrer          | Team                  | Zeit        |
| ----- | --------------- | --------------------- | ----------- |
| 1     | Max Verstappen  | Red Bull Racing-Honda | 1:22:18,925 |
| 2     | Lewis Hamilton  | Mercedes              | + 35,743    |
| 3     | Valtteri Bottas | Mercedes              | + 46,907    |
| PP    | Max Verstappen  | Red Bull Racing-Honda | 1:03,841    |
| SR    | Lewis Hamilton  | Mercedes              | 1:07,058    |

Der Große Preis der Steiermark auf dem Red Bull Ring fand am 27. Juni 2021 statt und ging über eine Distanz von 71 Runden à 4,318 km, was einer Gesamtdistanz von 306,452 km entspricht.
Max Verstappen gewann das Rennen vor Lewis Hamilton und Valtteri Bottas.

### Großer Preis von Österreich
| Platz | Fahrer          | Team                  | Zeit        |
| ----- | --------------- | --------------------- | ----------- |
| 1     | Max Verstappen  | Red Bull Racing-Honda | 1:23:54,543 |
| 2     | Valtteri Bottas | Mercedes              | + 17,973    |
| 3     | Lando Norris    | McLaren-Mercedes      | + 20,019    |
| PP    | Max Verstappen  | Red Bull Racing-Honda | 1:03,720    |
| SR    | Max Verstappen  | Red Bull Racing-Honda | 1:06,200    |

Der Große Preis von Österreich auf dem Red Bull Ring fand am 4. Juli 2021 statt und ging über eine Distanz von 71 Runden à 4,318 km, was einer Gesamtdistanz von 306,452 km entspricht.
Max Verstappen gewann das Rennen vor Valtteri Bottas und Lando Norris.

### Großer Preis von Großbritannien
| Platz | Fahrer          | Team                  | Zeit        |
| ----- | --------------- | --------------------- | ----------- |
| 1     | Lewis Hamilton  | Mercedes              | 1:58:23,284 |
| 2     | Charles Leclerc | Ferrari               | + 3,871     |
| 3     | Valtteri Bottas | Mercedes              | + 11,125    |
| PP    | Max Verstappen  | Red Bull Racing-Honda | 25:38,426   |
| SR    | Sergio Pérez    | Red Bull Racing-Honda | 1:28,617    |

Der Große Preis von Großbritannien auf dem Silverstone Circuit fand am 18. Juli 2021 statt und ging über eine Distanz von 52 Runden à 5,891 km, was einer Gesamtdistanz von 306,198 km entspricht.
Lewis Hamilton gewann das Rennen vor Charles Leclerc und Valtteri Bottas.
Im Rahmen des Grand Prix wurde erstmals ein Sprint-Qualifying ausgetragen.

### Großer Preis von Ungarn
| Platz | Fahrer           | Team             | Zeit        |
| ----- | ---------------- | ---------------- | ----------- |
| 1     | Esteban Ocon     | Alpine-Renault   | 2:04:43,199 |
| 2     | Lewis Hamilton   | Mercedes         | + 2,736     |
| 3     | Carlos Sainz jr. | Ferrari          | + 15,018    |
| PP    | Lewis Hamilton   | Mercedes         | 1:15,419    |
| SR    | Pierre Gasly     | AlphaTauri-Honda | 1:18,394    |

Der Große Preis von Ungarn auf dem Hungaroring fand am 1. August 2021 statt und ging über eine Distanz von 70 Runden à 4,381 km, was einer Gesamtdistanz von 306,63 km entspricht.
Esteban Ocon gewann das Rennen vor Lewis Hamilton und Carlos Sainz jr. Es war Ocons erster Sieg in der Formel-1-Weltmeisterschaft.
Ursprünglich beendete Sebastian Vettel das Rennen auf dem zweiten Platz, doch dieser wurde disqualifiziert, da von seinem Wagen nach dem Rennen nicht ausreichend Benzin zur Auswertung entnommen werden konnte.

### Großer Preis von Belgien
| Platz | Fahrer                              | Team                                | Zeit                                |
| ----- | ----------------------------------- | ----------------------------------- | ----------------------------------- |
| 1     | Max Verstappen                      | Red Bull Racing-Honda               | 0:03:27,071                         |
| 2     | George Russell                      | Williams-Mercedes                   | + 1,995                             |
| 3     | Lewis Hamilton                      | Mercedes                            | + 2,601                             |
| PP    | Max Verstappen                      | Red Bull Racing-Honda               | 1:59,765                            |
| SR    | keine schnellste Rennrunde gewertet | keine schnellste Rennrunde gewertet | keine schnellste Rennrunde gewertet |

Der Große Preis von Belgien auf dem Circuit de Spa-Francorchamps fand am 29. August 2021 statt und ging aufgrund der Wetterlage nur über eine Distanz von 1 Runde und einer Gesamtdistanz von 6,880 km, und ist damit das kürzeste Rennen in der Geschichte der Formel-1-Weltmeisterschaft.
Max Verstappen gewann das Rennen vor George Russell und Lewis Hamilton. Das Rennen wurde aufgrund starker Regenfälle nach zwei Runden hinter dem Safety-Car abgebrochen, weshalb erstmals seit dem Großen Preis von Malaysia 2009 nur halbierte Punkte vergeben wurden.

### Großer Preis der Niederlande
| Platz | Fahrer          | Team                  | Zeit        |
| ----- | --------------- | --------------------- | ----------- |
| 1     | Max Verstappen  | Red Bull Racing-Honda | 1:30:05,395 |
| 2     | Lewis Hamilton  | Mercedes              | + 20,932    |
| 3     | Valtteri Bottas | Mercedes              | + 56,460    |
| PP    | Max Verstappen  | Red Bull Racing-Honda | 1:08,885    |
| SR    | Lewis Hamilton  | Mercedes              | 1:11,097    |

Der Große Preis der Niederlande auf dem Circuit Park Zandvoort fand am 5. September 2021 statt und ging über eine Distanz von 72 Runden à 4,259 km, was einer Gesamtdistanz von 306,587 km entspricht.
Max Verstappen gewann das Rennen vor Lewis Hamilton und Valtteri Bottas.

### Großer Preis von Italien
| Platz | Fahrer           | Team                  | Zeit              |
| ----- | ---------------- | --------------------- | ----------------- |
| 1     | Daniel Ricciardo | McLaren-Mercedes      | 1:21:54,365       |
| 2     | Lando Norris     | McLaren-Mercedes      | + 1,747           |
| 3     | Valtteri Bottas  | Mercedes              | + 4,921           |
| PP    | Max Verstappen   | Red Bull Racing-Honda | 27:54,078 + 2,325 |
| SR    | Daniel Ricciardo | McLaren-Mercedes      | 1:24,812          |

Der Große Preis von Italien auf dem Autodromo Nazionale di Monza fand am 12. September 2021 statt und ging über eine Distanz von 53 Runden à 5,793 km, was einer Gesamtdistanz von 306,72 km entspricht.
Daniel Ricciardo gewann das Rennen vor Lando Norris und Valtteri Bottas. Es war Ricciardos erster Sieg seit dem Großen Preis von Monaco 2018, der erste Sieg für McLaren seit dem Großen Preis von Brasilien 2012 sowie der erste Doppelsieg für das Team seit dem Großen Preis von Kanada 2010.

### Großer Preis von Russland
| Platz | Fahrer           | Team                  | Zeit        |
| ----- | ---------------- | --------------------- | ----------- |
| 1     | Lewis Hamilton   | Mercedes              | 1:30:41,001 |
| 2     | Max Verstappen   | Red Bull Racing-Honda | + 53,271    |
| 3     | Carlos Sainz jr. | Ferrari               | + 1:02,475  |
| PP    | Lando Norris     | McLaren-Mercedes      | 1:41,993    |
| SR    | Lando Norris     | McLaren-Mercedes      | 1:37,423    |

Der Große Preis von Russland auf dem Sochi Autodrom fand am 26. September 2021 statt und ging über eine Distanz von 53 Runden à 5,848 km, was einer Gesamtdistanz von 309,745 km entspricht.
Lewis Hamilton gewann das Rennen vor Max Verstappen und Carlos Sainz junior. Es war sein 100. Grand-Prix-Sieg.

### Großer Preis der Türkei
| Platz | Fahrer          | Team                  | Zeit        |
| ----- | --------------- | --------------------- | ----------- |
| 1     | Valtteri Bottas | Mercedes              | 1:31:04,103 |
| 2     | Max Verstappen  | Red Bull Racing-Honda | + 14,584    |
| 3     | Sergio Pérez    | Red Bull Racing-Honda | + 33,471    |
| PP    | Valtteri Bottas | Mercedes              | 1:22,998    |
| SR    | Valtteri Bottas | Mercedes              | 1:30,432    |

Der Große Preis der Türkei auf dem Istanbul Park Circuit fand am 10. Oktober 2021 statt und ging über eine Distanz von 58 Runden à 5,338 km, was einer Gesamtdistanz von 309,396 km entspricht.
Valtteri Bottas gewann das Rennen vor Max Verstappen und Sergio Pérez.

### Großer Preis der USA
| Platz | Fahrer         | Team                  | Zeit        |
| ----- | -------------- | --------------------- | ----------- |
| 1     | Max Verstappen | Red Bull Racing-Honda | 1:34:36,552 |
| 2     | Lewis Hamilton | Mercedes              | + 1,333     |
| 3     | Sergio Pérez   | Red Bull Racing-Honda | + 42,223    |
| PP    | Max Verstappen | Red Bull Racing-Honda | 1:32,910    |
| SR    | Lewis Hamilton | Mercedes              | 1:38,485    |

Der Große Preis der USA auf dem Circuit of The Americas fand am 24. Oktober 2021 statt und ging über eine Distanz von 56 Runden à 5,513 km, was einer Gesamtdistanz von 308,405 km entspricht.
Max Verstappen gewann das Rennen vor Lewis Hamilton und Sergio Pérez.

### Großer Preis von Mexiko
| Platz | Fahrer          | Team                  | Zeit        |
| ----- | --------------- | --------------------- | ----------- |
| 1     | Max Verstappen  | Red Bull Racing-Honda | 1:38:39,086 |
| 2     | Lewis Hamilton  | Mercedes              | + 16,555    |
| 3     | Sergio Pérez    | Red Bull Racing-Honda | + 17,752    |
| PP    | Valtteri Bottas | Mercedes              | 1:15,875    |
| SR    | Valtteri Bottas | Mercedes              | 1:17,774    |

Der Große Preis von Mexiko auf dem Autódromo Hermanos Rodríguez fand am 7. November 2021 statt und ging über eine Distanz von 71 Runden à 4,304 km, was einer Gesamtdistanz von 305,354 km entspricht.
Max Verstappen gewann das Rennen vor Lewis Hamilton und Sergio Pérez.
Nach diesem Grand Prix hatten nur noch Verstappen und Hamilton Chancen auf die Fahrerweltmeisterschaft.

### Großer Preis von São Paulo
| Platz | Fahrer          | Team                  | Zeit        |
| ----- | --------------- | --------------------- | ----------- |
| 1     | Lewis Hamilton  | Mercedes              | 1:32:22,851 |
| 2     | Max Verstappen  | Red Bull Racing-Honda | + 10,496    |
| 3     | Valtteri Bottas | Mercedes              | + 13,576    |
| PP    | Valtteri Bottas | Mercedes              | 29:09,559   |
| SR    | Sergio Pérez    | Red Bull Racing-Honda | 1:11,010    |

Der Große Preis von São Paulo auf dem Autódromo José Carlos Pace fand am 14. November 2021 statt und ging über eine Distanz von 71 Runden à 4,303 km, was einer Gesamtdistanz von 305,909 km entspricht.
Lewis Hamilton gewann das Rennen vor Max Verstappen und Valtteri Bottas.

### Großer Preis von Katar
| Platz | Fahrer          | Team                  | Zeit        |
| ----- | --------------- | --------------------- | ----------- |
| 1     | Lewis Hamilton  | Mercedes              | 1:24:28,471 |
| 2     | Max Verstappen  | Red Bull Racing-Honda | + 25,743    |
| 3     | Fernando Alonso | Alpine-Renault        | + 59,457    |
| PP    | Lewis Hamilton  | Mercedes              | 1:20,827    |
| SR    | Max Verstappen  | Red Bull Racing-Honda | 1:23,196    |

Der Große Preis von Katar auf dem Losail International Circuit fand am 21. November 2021 statt und ging über eine Distanz von 57 Runden à 5,380 km, was einer Gesamtdistanz von 306,660 km entspricht.
Lewis Hamilton gewann das Rennen vor Max Verstappen und Fernando Alonso. Für Alonso war es die erste Podiumsplatzierung seit dem Großen Preis von Ungarn 2014.

### Großer Preis von Saudi-Arabien
| Platz | Fahrer          | Team                  | Zeit        |
| ----- | --------------- | --------------------- | ----------- |
| 1     | Lewis Hamilton  | Mercedes              | 2:06:15,118 |
| 2     | Max Verstappen  | Red Bull Racing-Honda | + 21,825    |
| 3     | Valtteri Bottas | Mercedes              | + 27,531    |
| PP    | Lewis Hamilton  | Mercedes              | 1:27,511    |
| SR    | Lewis Hamilton  | Mercedes              | 1:30,734    |

Der Große Preis von Saudi-Arabien auf dem Jeddah Corniche Circuit fand am 5. Dezember 2021 statt und ging über eine Distanz von 50 Runden à 6,174 km, was einer Gesamtdistanz von 308,450 km entspricht.
Lewis Hamilton gewann das Rennen vor Max Verstappen und Valtteri Bottas.

### Großer Preis von Abu Dhabi
| Platz | Fahrer           | Team                  | Zeit        |
| ----- | ---------------- | --------------------- | ----------- |
| 1     | Max Verstappen   | Red Bull Racing-Honda | 1:30:17,345 |
| 2     | Lewis Hamilton   | Mercedes              | + 2,256     |
| 3     | Carlos Sainz jr. | Ferrari               | + 5,173     |
| PP    | Max Verstappen   | Red Bull Racing-Honda | 1:22,109    |
| SR    | Max Verstappen   | Red Bull Racing-Honda | 1:26,103    |

Der Große Preis von Abu Dhabi auf dem Yas Marina Circuit fand am 12. Dezember 2021 statt und ging über eine Distanz von 58 Runden à 5,279 km, was einer Gesamtdistanz von 306,183 km entspricht.
Max Verstappen gewann das Rennen vor Lewis Hamilton und Carlos Sainz jr. Verstappen wurde mit diesem Sieg zum ersten Mal Fahrerweltmeister, Mercedes wurde zum achten Mal in Folge Konstrukteursweltmeister.
Kontroversen verursachte eine WM-entscheidende Anordnung des Rennleiters Michael Masi. Nicholas Latifi löste durch einen Unfall kurz vor Ende des Rennens eine Safety-Car-Phase aus. Durch diese büßte der zu diesem Zeitpunkt führende Lewis Hamilton seinen kompletten Vorsprung ein. Max Verstappen, der zu diesem Zeitpunkt kaum mehr eine Chance auf den Sieg und den WM-Titel hatte, ließ bei dieser Gelegenheit frische Reifen aufziehen. Masi entschied schließlich, das Rennen für die letzte Runde nochmals freizugeben, statt es hinter dem Safety Car zu beenden. Mit seinen alten Reifen war es Hamilton nun nicht möglich, sich gegen Verstappen zu wehren, wodurch dieser die Führung übernehmen konnte und somit das Rennen sowie die Fahrerweltmeisterschaft gewann.

## Qualifying-/Rennduelle
Diese beiden Tabellen zeigen, welche Fahrer im jeweiligen Team die besseren Platzierungen im Qualifying bzw. im Rennen erreicht haben.
| Fahrer                    | :        | Fahrer             |
| Mercedes                  | Mercedes | Mercedes           |
| ------------------------- | -------- | ------------------ |
| Lewis Hamilton            | 16:6     | Valtteri Bottas    |
| Red Bull Racing-Honda     |          |                    |
| Max Verstappen            | 20:2     | Sergio Pérez       |
| McLaren-Mercedes          |          |                    |
| Daniel Ricciardo          | 8:14     | Lando Norris       |
| Aston Martin-Mercedes     |          |                    |
| Lance Stroll              | 9:13     | Sebastian Vettel   |
| Alpine-Renault            |          |                    |
| Fernando Alonso           | 10:12    | Esteban Ocon       |
| Ferrari                   |          |                    |
| Charles Leclerc           | 14:8     | Carlos Sainz jr.   |
| AlphaTauri-Honda          |          |                    |
| Yuki Tsunoda              | 2:20     | Pierre Gasly       |
| Alfa Romeo Racing-Ferrari |          |                    |
| Kimi Räikkönen            | 7:13     | Antonio Giovinazzi |
| Robert Kubica             | 0:2      | Antonio Giovinazzi |
| Haas-Ferrari              |          |                    |
| Nikita Masepin            | 3:19     | Mick Schumacher    |
| Williams-Mercedes         |          |                    |
| George Russell            | 19:3     | Nicholas Latifi    |

| Fahrer                    | :        | Fahrer             |
| Mercedes                  | Mercedes | Mercedes           |
| ------------------------- | -------- | ------------------ |
| Lewis Hamilton            | 18:4     | Valtteri Bottas    |
| Red Bull Racing-Honda     |          |                    |
| Max Verstappen            | 19:3     | Sergio Pérez       |
| McLaren-Mercedes          |          |                    |
| Daniel Ricciardo          | 7:15     | Lando Norris       |
| Aston Martin-Mercedes     |          |                    |
| Lance Stroll              | 12:9     | Sebastian Vettel   |
| Alpine-Renault            |          |                    |
| Fernando Alonso           | 11:10    | Esteban Ocon       |
| Ferrari                   |          |                    |
| Charles Leclerc           | 14:8     | Carlos Sainz jr.   |
| AlphaTauri-Honda          |          |                    |
| Yuki Tsunoda              | 5:17     | Pierre Gasly       |
| Alfa Romeo Racing-Ferrari |          |                    |
| Kimi Räikkönen            | 10:9     | Antonio Giovinazzi |
| Robert Kubica             | 0:2      | Antonio Giovinazzi |
| Haas-Ferrari              |          |                    |
| Nikita Masepin            | 5:16     | Mick Schumacher    |
| Williams-Mercedes         |          |                    |
| George Russell            | 15:5     | Nicholas Latifi    |

## Weltmeisterschaftswertungen
Weltmeister wird derjenige Fahrer bzw. Konstrukteur, der bis zum Saisonende am meisten Punkte in der Weltmeisterschaft ansammelt. Bei der Punkteverteilung werden die Platzierungen im Gesamtergebnis des jeweiligen Rennens berücksichtigt. Die zehn erstplatzierten Fahrer jedes Rennens erhalten Punkte nach folgendem Schema:
| Punkteverteilung | Punkteverteilung | Punkteverteilung | Punkteverteilung | Punkteverteilung | Punkteverteilung | Punkteverteilung | Punkteverteilung | Punkteverteilung | Punkteverteilung | Punkteverteilung |
| ---------------- | ---------------- | ---------------- | ---------------- | ---------------- | ---------------- | ---------------- | ---------------- | ---------------- | ---------------- | ---------------- |
| Platz            | 1                | 2                | 3                | 4                | 5                | 6                | 7                | 8                | 9                | 10               |
| Punkte           | 25               | 18               | 15               | 12               | 10               | 8                | 6                | 4                | 2                | 1                |

| Platz  | 1 | 2 | 3 |
| Punkte | 3 | 2 | 1 |

Zusätzlich erhält der Fahrer, der die schnellste Runde erzielt, einen Bonuspunkt, wenn er das Rennen in den Top 10 beendet.

### Fahrerwertung
| Pos. | Fahrer        | Konstrukteur              |      |      |     |     |     |      |    |     |      |       |     |    |      |       |      |    |     |     |     |     |     |      | Punkte |
| 01   | M. Verstappen | Red Bull Racing-Honda     | 2    | 1    | 2   | 2   | 1   | *18* | 1  | 1   | 1    | 1DNF1 | 9   | 1  | 1    | 2DNF2 | 2    | 2  | 1   | 1   | 2   | 2   | 2   | 1    | 395,5  |
| 02   | L. Hamilton   | Mercedes                  | 1    | 2    | 1   | 1   | 7   | 15   | 2  | 2   | 4    | 212   | 2   | 3  | 2    | DNF   | 1    | 5  | 2   | 2   | 1   | 1   | 1   | 2    | 387,5  |
| 03   | V. Bottas     | Mercedes                  | 3    | DNF  | 3   | 3   | DNF | 12   | 4  | 3   | 2    | 3     | DNF | 12 | 3    | 131   | 5    | 1  | 6   | 15  | 131 | DNF | 3   | 6    | 226,5  |
| 04   | S. Pérez      | Red Bull Racing-Honda     | 5    | 11   | 4   | 5   | 4   | 1    | 3  | 4   | 6    | 16    | DNF | 19 | 8    | 5     | 9    | 3  | 3   | 3   | 4   | 4   | DNF | *15* | 190,5  |
| 05   | C. Sainz      | Ferrari                   | 8    | 5    | 11  | 7   | 2   | 8    | 11 | 6   | 5    | 6     | 3   | 10 | 7    | 6     | 3    | 8  | 7   | 6   | 363 | 7   | 8   | 3    | 164,5  |
| 06   | L. Norris     | McLaren-Mercedes          | 4    | 3    | 5   | 8   | 3   | 5    | 5  | 5   | 3    | 4     | DNF | 14 | 10   | 2     | 7    | 7  | 8   | 10  | 10  | 9   | 10  | 7    | 160,5  |
| 07   | C. Leclerc    | Ferrari                   | 6    | 4    | 6   | 4   | DNS | 4    | 16 | 7   | 8    | 2     | DNF | 8  | 5    | 4     | 15   | 4  | 4   | 5   | 5   | 8   | 7   | 10   | 159,5  |
| 08   | D. Ricciardo  | McLaren-Mercedes          | 7    | 6    | 9   | 6   | 12  | 9    | 6  | 13  | 7    | 5     | 11  | 4  | 11   | 313   | 4    | 13 | 5   | 12  | DNF | 12  | 5   | 12   | 115,5  |
| 09   | P. Gasly      | AlphaTauri-Honda          | *17* | 7    | 10  | 10  | 6   | 3    | 7  | DNF | 9    | 11    | 5   | 6  | 4    | DNF   | 13   | 6  | DNF | 4   | 7   | 11  | 6   | 5    | 110,5  |
| 10   | F. Alonso     | Alpine-Renault            | DNF  | 10   | 8   | 17  | 13  | 6    | 8  | 9   | 10   | 7     | 4   | 11 | 6    | 8     | 6    | 16 | DNF | 9   | 9   | 3   | 13  | 8    | 81,5   |
| 11   | E. Ocon       | Alpine-Renault            | 13   | 9    | 7   | 9   | 9   | DNF  | 14 | 14  | DNF  | 9     | 1   | 7  | 9    | 10    | 14   | 10 | DNF | 13  | 8   | 5   | 4   | 9    | 74,5   |
| 12   | S. Vettel     | Aston Martin-Mercedes     | 15   | *15* | 13  | 13  | 5   | 2    | 9  | 12  | *17* | DNF   | DSQ | 5  | 13   | 12    | 12   | 18 | 10  | 7   | 11  | 10  | DNF | 11   | 43,5   |
| 13   | L. Stroll     | Aston Martin-Mercedes     | 10   | 8    | 14  | 11  | 8   | DNF  | 10 | 8   | 13   | 8     | DNF | 20 | 12   | 7     | 11   | 9  | 12  | 14  | DNF | 6   | 11  | 13   | 34,5   |
| 14   | Y. Tsunoda    | AlphaTauri-Honda          | 9    | 12   | 15  | DNF | 16  | 7    | 13 | 10  | 12   | 10    | 6   | 15 | DNF  | DNS   | 17   | 14 | 9   | DNF | 15  | 13  | 14  | 4    | 32,5   |
| 15   | G. Russell    | Williams-Mercedes         | 14   | DNF  | 16  | 14  | 14  | *17* | 12 | DNF | 11   | 12    | 8   | 2  | *17* | 9     | 10   | 15 | 14  | 16  | 13  | 17  | DNF | DNF  | 16,5   |
| 16   | K. Räikkönen  | Alfa Romeo Racing-Ferrari | 11   | 13   | DNF | 12  | 11  | 10   | 17 | 11  | 15   | 15    | 10  | 18 | PO   | INJ   | 8    | 12 | 13  | 8   | 12  | 14  | 15  | DNF  | 10,5   |
| 17   | N. Latifi     | Williams-Mercedes         | *18* | DNF  | 18  | 16  | 15  | 16   | 18 | 17  | 16   | 14    | 7   | 9  | 16   | 11    | *19* | 17 | 15  | 17  | 16  | DNF | 12  | DNF  | 7,5    |
| 18   | A. Giovinazzi | Alfa Romeo Racing-Ferrari | 12   | 14   | 12  | 15  | 10  | 11   | 15 | 15  | 14   | 13    | 13  | 13 | 14   | 13    | 16   | 11 | 11  | 11  | 14  | 15  | 9   | DNF  | 3,5    |
| 19   | M. Schumacher | Haas-Ferrari              | 16   | 16   | 17  | 18  | 18  | 13   | 19 | 16  | 18   | 18    | 12  | 16 | 18   | 15    | DNF  | 19 | 16  | DNF | 18  | 16  | DNF | 14   | 0,5    |
| 20   | R. Kubica     | Alfa Romeo Racing-Ferrari |      |      |     | TD  |     |      |    | TD  |      |       | TD  |    | 15   | 14    |      |    |     |     |     |     |     |      | 0,5    |
| 21   | N. Masepin    | Haas-Ferrari              | DNF  | 17   | 19  | 19  | 17  | 14   | 20 | 18  | 19   | 17    | DNF | 17 | DNF  | DNF   | 18   | 20 | 17  | 18  | 17  | 18  | DNF | DNS  | 0,5    |

| Legende  | Legende            | Legende                                                          |
| Farbe    | Abkürzung          | Bedeutung                                                        |
| -------- | ------------------ | ---------------------------------------------------------------- |
| Gold     | –                  | Sieg                                                             |
| Silber   | –                  | 2. Platz                                                         |
| Bronze   | –                  | 3. Platz                                                         |
| Grün     | –                  | Platzierung in den Punkten                                       |
| Blau     | –                  | Klassifiziert außerhalb der Punkteränge                          |
| Violett  | DNF                | Rennen nicht beendet (did not finish)                            |
| Violett  | NC                 | nicht klassifiziert (not classified)                             |
| Rot      | DNQ                | nicht qualifiziert (did not qualify)                             |
| Rot      | DNPQ               | in Vorqualifikation gescheitert (did not pre-qualify)            |
| Schwarz  | DSQ                | disqualifiziert (disqualified)                                   |
| Weiß     | DNS                | nicht am Start (did not start)                                   |
| Weiß     | WD                 | zurückgezogen (withdrawn)                                        |
| Hellblau | PO                 | nur am Training teilgenommen (practiced only)                    |
| Hellblau | TD                 | Freitags-Testfahrer (test driver)                                |
| ohne     | DNP                | nicht am Training teilgenommen (did not practice)                |
| ohne     | INJ                | verletzt oder krank (injured)                                    |
| ohne     | EX                 | ausgeschlossen (excluded)                                        |
| ohne     | DNA                | nicht erschienen (did not arrive)                                |
| ohne     | C                  | Rennen abgesagt (cancelled)                                      |
| ohne     | keine WM-Teilnahme |                                                                  |
| sonstige | P/fett             | Pole-Position                                                    |
| sonstige | 1/2/3/4/5/6/7/8    | Punktplatzierung im Sprint-/Qualifikationsrennen                 |
| sonstige | SR/kursiv          | Schnellste Rennrunde                                             |
| sonstige | *                  | nicht im Ziel, aufgrund der zurückgelegten Distanz aber gewertet |
| sonstige | ()                 | Streichresultate                                                 |
| sonstige | unterstrichen      | Führender in der Gesamtwertung                                   |

Anmerkung:

Der Große Preis von Russland ist aufgrund der Entscheidung des CAS hier ohne Flagge dargestellt.

### Konstrukteurswertung
| Pos. | Konstrukteur              | Nr.   |      |      |     |     |     |      |    |     |      |       |     |    |      |       |      |    |     |     |     |     |     |      | Punkte |
| 01   | Mercedes                  | 44    | 1    | 2    | 1   | 1   | 7   | 15   | 2  | 2   | 4    | 212   | 2   | 3  | 2    | DNF   | 1    | 5  | 2   | 2   | 1   | 1   | 1   | 2    | 613,5  |
| 01   | Mercedes                  | 77    | 3    | DNF  | 3   | 3   | DNF | 12   | 4  | 3   | 2    | 3     | DNF | 12 | 3    | 131   | 5    | 1  | 6   | 15  | 131 | DNF | 3   | 6    | 613,5  |
| 02   | Red Bull Racing-Honda     | 33    | 2    | 1    | 2   | 2   | 1   | *18* | 1  | 1   | 1    | 1DNF1 | 9   | 1  | 1    | 2DNF2 | 2    | 2  | 1   | 1   | 2   | 2   | 2   | 1    | 585,5  |
| 02   | Red Bull Racing-Honda     | 11    | 5    | 11   | 4   | 5   | 4   | 1    | 3  | 4   | 6    | 16    | DNF | 19 | 8    | 5     | 9    | 3  | 3   | 3   | 4   | 4   | DNF | *15* | 585,5  |
| 03   | Ferrari                   | 16    | 6    | 4    | 6   | 4   | DNS | 4    | 16 | 7   | 8    | 2     | DNF | 8  | 5    | 4     | 15   | 4  | 4   | 5   | 5   | 8   | 7   | 10   | 323,5  |
| 03   | Ferrari                   | 55    | 8    | 5    | 11  | 7   | 2   | 8    | 11 | 6   | 5    | 6     | 3   | 10 | 7    | 6     | 3    | 8  | 7   | 6   | 363 | 7   | 8   | 3    | 323,5  |
| 04   | McLaren-Mercedes          | 03    | 7    | 6    | 9   | 6   | 12  | 9    | 6  | 13  | 7    | 5     | 11  | 4  | 11   | 213   | 4    | 13 | 5   | 12  | DNF | 12  | 5   | 12   | 275,5  |
| 04   | McLaren-Mercedes          | 04    | 4    | 3    | 5   | 8   | 3   | 5    | 5  | 5   | 3    | 4     | DNF | 14 | 10   | 2     | 7    | 7  | 8   | 10  | 10  | 9   | 10  | 7    | 275,5  |
| 05   | Alpine-Renault            | 14    | DNF  | 10   | 8   | 17  | 13  | 6    | 8  | 9   | 10   | 7     | 4   | 11 | 9    | 8     | 6    | 16 | DNF | 9   | 9   | 3   | 13  | 8    | 155,5  |
| 05   | Alpine-Renault            | 31    | 13   | 9    | 7   | 9   | 9   | DNF  | 14 | 14  | DNF  | 9     | 1   | 7  | 6    | 10    | 14   | 10 | DNF | 13  | 8   | 5   | 4   | 9    | 155,5  |
| 06   | AlphaTauri-Honda          | 22    | 9    | 12   | 15  | DNF | 16  | 7    | 13 | 10  | 12   | 10    | 6   | 15 | DNF  | DNS   | 17   | 14 | 9   | DNF | 15  | 13  | 14  | 4    | 142,5  |
| 06   | AlphaTauri-Honda          | 10    | *17* | 7    | 10  | 10  | 6   | 3    | 7  | DNF | 9    | 11    | 5   | 6  | 4    | DNF   | 13   | 6  | DNF | 4   | 7   | 11  | 6   | 5    | 142,5  |
| 07   | Aston Martin-Mercedes     | 18    | 10   | 8    | 14  | 11  | 8   | DNF  | 10 | 8   | 13   | 8     | DNF | 20 | 12   | 7     | 11   | 9  | 12  | 14  | DNF | 6   | 11  | 13   | 77,5   |
| 07   | Aston Martin-Mercedes     | 05    | 15   | *15* | 13  | 13  | 5   | 2    | 9  | 12  | *17* | DNF   | DSQ | 5  | 13   | 12    | 12   | 18 | 10  | 7   | 11  | 10  | DNF | 11   | 77,5   |
| 08   | Williams-Mercedes         | 63    | 14   | DNF  | 16  | 14  | 14  | *17* | 12 | DNF | 11   | 12    | 8   | 2  | *17* | 9     | 10   | 15 | 14  | 16  | 13  | 17  | DNF | DNF  | 23,5   |
| 08   | Williams-Mercedes         | 06    | *18* | DNF  | 18  | 16  | 15  | 16   | 18 | 17  | 16   | 14    | 7   | 9  | 16   | 11    | *19* | 17 | 15  | 17  | 16  | DNF | 12  | DNF  | 23,5   |
| 09   | Alfa Romeo Racing-Ferrari | 07/88 | 11   | 13   | DNF | 12  | 11  | 10   | 17 | 11  | 15   | 15    | 10  | 18 | 15   | 14    | 8    | 12 | 13  | 8   | 12  | 14  | 15  | DNF  | 13,5   |
| 09   | Alfa Romeo Racing-Ferrari | 99    | 12   | 14   | 12  | 15  | 10  | 11   | 15 | 15  | 14   | 13    | 13  | 13 | 14   | 13    | 16   | 11 | 11  | 11  | 14  | 15  | 9   | DNF  | 13,5   |
| 10   | Haas-Ferrari              | 09    | DNF  | 17   | 19  | 19  | 17  | 14   | 20 | 18  | 19   | 17    | DNF | 17 | DNF  | DNF   | 18   | 20 | 17  | 18  | 17  | 18  | DNF | DNS  | 0,5    |
| 10   | Haas-Ferrari              | 47    | 16   | 16   | 17  | 18  | 18  | 13   | 19 | 16  | 18   | 18    | 12  | 16 | 18   | 15    | DNF  | 19 | 16  | DNF | 18  | 16  | DNF | 14   | 0,5    |

| Legende  | Legende            | Legende                                                          |
| Farbe    | Abkürzung          | Bedeutung                                                        |
| -------- | ------------------ | ---------------------------------------------------------------- |
| Gold     | –                  | Sieg                                                             |
| Silber   | –                  | 2. Platz                                                         |
| Bronze   | –                  | 3. Platz                                                         |
| Grün     | –                  | Platzierung in den Punkten                                       |
| Blau     | –                  | Klassifiziert außerhalb der Punkteränge                          |
| Violett  | DNF                | Rennen nicht beendet (did not finish)                            |
| Violett  | NC                 | nicht klassifiziert (not classified)                             |
| Rot      | DNQ                | nicht qualifiziert (did not qualify)                             |
| Rot      | DNPQ               | in Vorqualifikation gescheitert (did not pre-qualify)            |
| Schwarz  | DSQ                | disqualifiziert (disqualified)                                   |
| Weiß     | DNS                | nicht am Start (did not start)                                   |
| Weiß     | WD                 | zurückgezogen (withdrawn)                                        |
| Hellblau | PO                 | nur am Training teilgenommen (practiced only)                    |
| Hellblau | TD                 | Freitags-Testfahrer (test driver)                                |
| ohne     | DNP                | nicht am Training teilgenommen (did not practice)                |
| ohne     | INJ                | verletzt oder krank (injured)                                    |
| ohne     | EX                 | ausgeschlossen (excluded)                                        |
| ohne     | DNA                | nicht erschienen (did not arrive)                                |
| ohne     | C                  | Rennen abgesagt (cancelled)                                      |
| ohne     | keine WM-Teilnahme |                                                                  |
| sonstige | P/fett             | Pole-Position                                                    |
| sonstige | 1/2/3/4/5/6/7/8    | Punktplatzierung im Sprint-/Qualifikationsrennen                 |
| sonstige | SR/kursiv          | Schnellste Rennrunde                                             |
| sonstige | *                  | nicht im Ziel, aufgrund der zurückgelegten Distanz aber gewertet |
| sonstige | ()                 | Streichresultate                                                 |
| sonstige | unterstrichen      | Führender in der Gesamtwertung                                   |

Anmerkung:

Der Große Preis von Russland ist aufgrund der Entscheidung des CAS hier ohne Flagge dargestellt.